# Intrinsieke veiligheid
Intrinsieke veiligheid (intrinsic safety) is een vorm van veiligheid die als eigenschap, van binnenuit, wezenlijk aanwezig is. Een drijflichaam met een kern van piepschuim zal—ook wanneer lek—niet zinken. "Iets wat ligt kan niet meer vallen".  
Intrinsieke veiligheid wordt als term gebruikt bij het ontwerp van een elektrisch toestel of elektrische stroomketen. Een intrinsiek veilig toestel zal opgebouwd zijn uit delen die, bij een defect, zelf naar een voorkeurstoestand komen die veilig is. 
Intrinsieke veiligheid in elektrisch materiaal wordt als voorwaarde gesteld bij gebruik in omgevingen met ontploffingsgevaar, zoals in mijnen, boorplatforms, schepen, industrie. Hierbij worden echter aan de totale stroomketens of systemen die op het apparaat zijn aangesloten eisen gesteld. (het apparaat zelf, de aansluitklemmen, lasdozen, bekabeling, en de voedingsspanningsvoorziening). Onderdelen die geschikt zijn voor gebruik in deze omgevingen wordt aangeduid met de term Ex-i.
Bij apparatuur die intrinsiek veilig is ontworpen worden zowel spanning als stroom zodanig begrensd dat de energie van een eventueel optredende vonk ook in een explosiegevaarlijke omgeving veilig is.
De specificaties zijn vastgelegd door onder andere:
- ATEX richtlijn 94/9/EG. (ATmosphère EXplosible, artikel 95)
- Europese norm EN 60079-11:2007
- DIN 19234